# ATV (Suriname)
De Algemene Televisie Verzorging (ATV) is een televisiestation in Suriname. Het werd opgericht in 1983 en was het tweede televisiestation in Suriname. Het wordt beheerd door het staatstelecommunicatiebedrijf Telesur. ATV's beeldformaat is 480i (SDTV).
Het zusterkanaal van ATV is TV2. ATV's programmering loopt van 7:00 AM t/m 12:00 AM. Na middernacht worden er buitenlandse kanalen vertoond.
Sinds 2018 worden de zenders ATV 12.1 en ATV 12.2 genoemd.

## Programma's
- ATV Nieuws
- ATV Sport
- Whazzz Up?
- The Ellen Show
- Panorama
- Teen Magazine
- Sarnami TV
- Damkha TV
- Super Hit Video
- Super Hit Classics
- Glory 17
- The haves and have nots
- Worst Case Scenario with Bear Grylls
- Info Act
- BBC News
- CNN News
- Suri Tunes
- Steven Reyme Ministries
- Fitness
- G.I.Joe Sigma
- Documentaries
- The Rubing Health Foundation
- ATV WK Journaal (Alleen tijdens WK)
- Luku Dosu
- 1 voor 12
- Trekking: Tek.2/Double Tek.2/Match.3/High.5
- Devious Maid
- In Gesprek Met (Speaking With)
- The New Games Plus
- Logos International
- Project Runway All Stars
- The Amazing Race
- School TV
- The Chronicles Of Riddick
- Bribi Ministries
- Soeng Ngie’s Keukengeheimen
- Gods Rivier Ministries
- Kinderfilms
- X-Games Hot Wheels Double Dare
- Fish Finder
- Top Gear
- Maranatha Ministries
- Wonderen vandaag (Miracles Today)
- Kimmy’s Land
- Everybody Hates Chris
- Saving Hope
- Youth Outreach
- Player Attack
- Tv.films
- Owru Pokuman Fu Sranan
- Tekenfilms
- De Levende Steen Gemeente (The Living Stone Community)
- KidzTori
- Revue : Binnenlands Weekoverzicht (National Week in Review)
- Voedselveiligheid En Voedingsziekten (Food Safety and Food-borne Illness)

## Presentatoren
- Chagnaz Fränkel, sport
- Jason Pinas, omroeper
- Steven Reyme, evangelist
- Sharma Soerjoesing-Chin A Foeng, verslaggever